# Rethera komarovi
Rethera komarovi és una espècie de lepidòpter ditrisi de la família dels esfíngids (Sphingidae). Es troba al sud d'Albània, sud de l'antiga Iugoslàvia, nord de Grècia i sud de Bulgària, Turquia, Transcaucàsia, Armènia, Líban, Afganistan, l'Iran, l'Iraq, sud de Turkmenistan, sud de l'Uzbekistan, sud i est del Kazakhstan, Tajikistan i Kirguizstan. L'eruga s'alimenta de Rubia i Galium.